# Kevin Struck
Kevin Struck (* 31. Dezember 1996 in Nordhausen) ist ein deutscher Handballspieler.

## Karriere
Kevin Struck begann in der Kindheit beim Nordhäuser SV mit dem Handball. Ab 2009 spielte er zwei Jahre beim ThSV Eisenach, bevor er 2011 zu den Füchsen Berlin wechselte, mit denen er Deutscher B- und A-Jugendmeister wurde. In der Saison 2014/15 lief der Rückraumspieler für die A-Jugend- und für die  Bundesligamannschaft der Berliner auf und kam am 11. Oktober 2014 zu seinem ersten Bundesliga-Einsatz im Spiel gegen den THW Kiel. 2015 und 2018 gewann er mit den Füchsen den EHF-Pokal. Ab dem Sommer 2020 stand er beim Drittligisten 1. VfL Potsdam unter Vertrag. Nachdem sich Struck nach der Saison 2021/22 vom Handball zurückgezogen hatte, schloss er sich im November 2022 dem Drittligisten Eintracht Hildesheim an.
Struck gehörte zum Kader der Deutschen Jugendnationalmannschaft, mit der er an der U-18-Europameisterschaft 2014 in Polen teilnahm.

## Bundesligabilanz
| Saison    | Verein        | Spielklasse | Spiele | Tore | 7-Meter | Feldtore |
| --------- | ------------- | ----------- | ------ | ---- | ------- | -------- |
| 2014/15   | Füchse Berlin | Bundesliga  | 9      | 2    | 0       | 2        |
| 2015/16   | Füchse Berlin | Bundesliga  | 14     | 8    | 0       | 8        |
| 2016/17   | Füchse Berlin | Bundesliga  | 25     | 6    | 0       | 6        |
| 2017/18   | Füchse Berlin | Bundesliga  | 34     | 39   | 0       | 39       |
| 2017/18   | Füchse Berlin | Bundesliga  | 21     | 11   | 0       | 11       |
| 2014–2019 | gesamt        | Bundesliga  | 103    | 66   | 0       | 66       |